# Fondation Blender
La Fondation Blender est une organisation à but non lucratif responsable du développement de Blender, un logiciel libre pour la modélisation 3D. Présidée par Ton Roosendaal, l'auteur originel du logiciel, elle est financée par les dons qui sont utilisés pour employer Roosendaal à plein temps comme développeur principal de Blender, mainteneur de l'infrastructure permettant son développement ainsi que sa distribution, et pour d'autres activités. La fondation se donne un dessein plus important, « donner à la communauté Internet mondiale l'accès à la technologie 3D en général, avec Blender pour cœur ».
Étant propriétaire du site blender.org, la fondation fournit les ressources nécessaires au soutien de la communauté formée autour de l'utilisation et du développement de Blender. Elle organise annuellement la Blender Conference à Amsterdam pour discuter des projets à venir autour de Blender, et tient un kiosque pour représenter Blender à la SIGGRAPH, une des plus grandes conférences sur l'infographie en général.
En 2007, à la suite du succès du court-métrage Elephants Dream, la fondation crée l'Institut Blender, au sein duquel sont dorénavant organisés et produits des films d'animations et des jeux vidéo libres tel que Big Buck Bunny ou Yo Frankie!.
Le projet de l'année 2009 est appelé projet Durian, en référence au durian, fruit d'Asie du Sud-Est. Il aboutit le 30 septembre 2010 avec la diffusion du troisième court-métrage de la fondation, Sintel.

## Institut Blender
L'Institut Blender, créé en 2007, est le premier studio au monde orienté vers la production cinématographique et vidéo ludique libres, il dispose d'une petite équipe de quatre personnes (producteurs, directeurs et responsables de projet), de bureaux et de studios, à Amsterdam, aux Pays-Bas. Il vise à organiser la production de métrages et de jeux vidéo open source à l'aide du logiciel Blender.

### Projets

#### Elephants Dream (projet Orange)
En septembre 2005, des artistes et développeurs de Blender commencèrent à travailler sur un court métrage — Elephants Dream — en utilisant quasi exclusivement des logiciels libres. Cette initiative, connue sous le nom de Orange Movie Project, a pour but d'évaluer les capacités de Blender dans le milieu du cinéma professionnel.
Le résultat de ce travail, Elephant Dreams, a été diffusé le 24 mars 2006 en avant-première, puis distribué aux contributeurs financiers sous forme de DVD comprenant non seulement le film en haute-définition, mais également l'intégralité des sources : scènes, textures, etc.
C'est à la suite de cela que la fondation a officiellement été créée.

#### Big Buck Bunny (projet Pêche)
Big Buck Bunny est un court métrage sorti le 10 mai 2008, initié également par la Fondation Blender qui pour gérer ce projet et les suivants a fondé l'Institut Blender. La production a commencé le 1er octobre 2007 et a duré 7 mois en suivant la logique de production de Elephants Dream, c'est-à-dire une réalisation ouverte, permettant à chacun de suivre l'avancement. Connu durant sa conception sous le nom de Projet Pêche, le nom officiel a été rendu public le 4 février 2008.
Ce nouveau volet part sur un concept complètement différent du premier, en abandonnant le côté mystique pour aller vers du « drôle et doux » (« funny and furry » selon l'expression anglaise). Le film est disponible au téléchargement depuis le 30 mai 2008. Il dure 9 minutes et 56 secondes.

#### Yo Frankie! (projet Abricot)
Deuxième projet de l'Institut Blender, Yo Frankie! est un jeu vidéo libre en 3D, sous licence Creative Commons. Le projet a débuté le 1er février 2008 et est sorti en DVD le 14 novembre 2008 et en téléchargement le 9 décembre 2008.
Les personnages principaux du jeu sont basés sur ceux du projet de film d'animation Big Buck Bunny. Il s'agit d'un jeu multiplate-formes tournant sous les systèmes GNU/Linux, Mac OS X et Microsoft Windows utilisant Blender pour la modélisation et l'animation, ainsi que le kit de développement Crystal Space et le langage de programmation Python.
L'objectif du projet a été notamment de parvenir à réaliser un jeu libre d'un niveau équivalent aux meilleures productions commerciales non libres.

#### Sintel(projet Durian)
Le projet Durian est le troisième projet de métrage de l'institut, et prend pour nom Sintel. Il se place dans un univers heroic fantasy, et met en scène de l'action, des monstres et une héroïne. Il est sorti le 27 septembre 2010.

#### Tears of Steel(projet Mango)
Le projet Mango est le quatrième projet de métrage de l'institut, et prend pour nom Tears of Steel. Il se place dans un univers de science-fiction post-apocalyptique, et met en scène de l'action, des robots et des acteurs. Il est sorti le 26 septembre 2012.

#### Cosmos  Laundromat(projet Gooseberry)
Le projet Gooseberry est le cinquième projet de métrage de l'institut sorti le 10 aout 2015, et prend pour nom Cosmos  Laundromat.
Sur une île déserte, un mouton suicidaire nommé Franck rencontre son destin sous la forme d'un vendeur excentrique du nom de Victor, qui lui offre le don de changer de vie. Ce don le fera voyager dans de nombreux mondes différents pour une durée de quelques minutes.